# 9 (Mercyful Fate)
9 è il nono album del gruppo heavy metal danese Mercyful Fate, pubblicato nel 1999, (considerando gli EP "nuns have no fun" e  "the bell witch").

## Tracce
1. Last Rites – 4:12
2. Church of Saint Anne – 4:44
3. Sold My Soul – 5:04
4. House on the Hill – 3:43
5. Burn in Hell – 3:49
6. The Grave – 4:09
7. Insane – 3:01
8. Kiss the Demon – 3:53
9. Buried Alive – 4:53
10. 9 – 4:31

## Formazione
- King Diamond - voce
- Hank Shermann - chitarra
- Mike Wead - chitarre
- Sharlee D'Angelo - basso
- Bjarne T. Holm - batteria